# Rovaeanthus strigosus
Rovaeanthus strigosus là một loài thực vật có hoa trong họ Thiến thảo. Loài này được (Benth.) Borhidi mô tả khoa học đầu tiên năm 2004.